# キャフリテールサポート
株式会社キャフリテールサポートとは、かつて存在したコンビニエンスストアの商品仕入れ・販促活動を行う会社である。当時は本社を千葉県八千代市においていた。

## 概要
1996年10月にエリアリンク・コスモスジャパン・フレンドマートによって商品仕入れを目指すための協議会が作られ、1998年4月にエリアリンクの社長である市原保雄によって、キャフ商流センター株式会社が設立され、その間に3社が加盟した。
1000店舗加盟を目指し、棚割ソフトの開発・あいおい損害保険との共済制度の設立・三井住友銀行の入金管理システムの導入・商品の共同配送・クレジットカードの導入・シノブフーズとの弁当開発や新橋ベーカリーとのパン開発など次々と業務を拡大していった。
その後2006年4月、社名を株式会社キャフリテールサポートに変更し、インターネットでの商品注文が出来るWebキャフの開設、メーカーに陳列棚を直接貸し出す「タナテナ」などのサービス提供を行った。その頃になるとコンビニだけではなく、企業や病院内にも売店サービスを行い、2008年には路面店では加盟店全体で265店、企業・病院店では50店舗になっていた。
しかし2010年には、日本ボランタリー・チェーン協会から休会になり、さらに2012年3月、福島県南酒販株式会社（ハローショップ・Kショップ）が脱会し、2013年9月30日事業停止、同年12月11日、東京地方裁判所により破産手続開始決定した。

## 沿革
- 1996年10月 - エリアリンク･コスモスジャパン・フレンドマートによって協議会が作られる。
- 1997年
  - 6月 - AHCシステムサービス（001）が加盟。
- 11月 - 協同組合ボンマートチェーンが加盟。
- 1998年4月 - キャフ商流センターを設立し、テンプリント（フレンドリー）が加盟。
- 2003年12月 - 月の友（モンペリ）が加盟。
- 2004年5月 - エフシープロイ（マイショップ）が加盟。
- 2005年1月 - タイムズマートが加盟。
- 2006年
  - 2月 - コスモスジャパンが加盟。
  - 4月 - 社名を株式会社キャフリテールサポートに変更。
  - 9月 - 関東コンビニエンス協同組合（KCS）が加盟。
- 2008年11月 - 福島県南酒販（ハローショップ・Kショップ）が加盟。
- 2009年6月 - KVCとイズミック（タックメイト東京本部）が加盟。
- 2012年3月 - 福島県南酒販（ハローショップ・Kショップ）が脱会。
- 2013年
  - 9月 - 事業停止。
  - 12月 - 東京地方裁判所により破産手続開始決定。